# Clavicornaltica takimotoi
Clavicornaltica takimotoi es un coleóptero de la familia Chrysomelidae.
Fue descrita científicamente en 1998 por LeSage.